# Despanojado

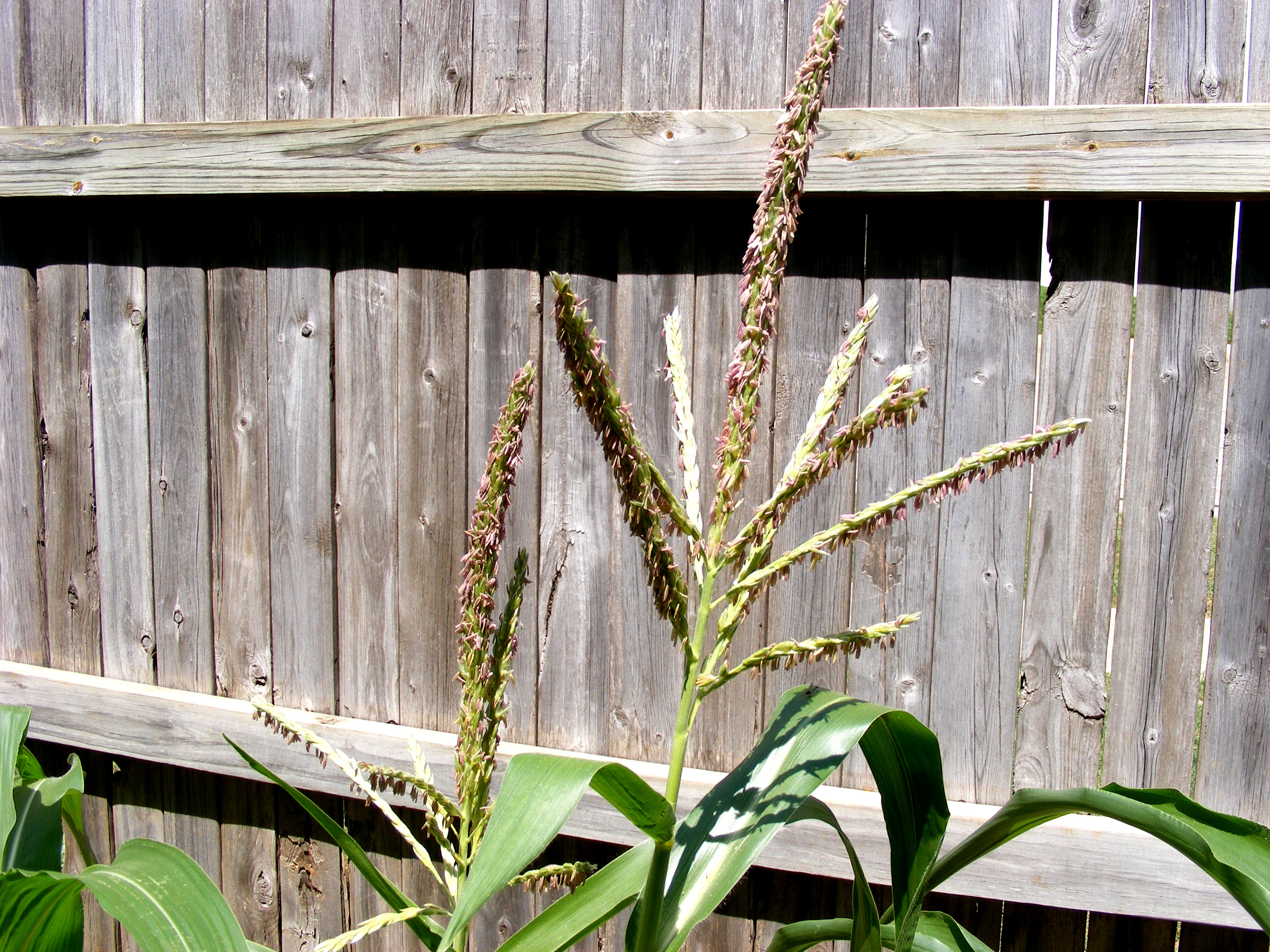
Flor masculina de Maíz (Panoja)

El despanojado de maíz es un procedimiento agrícola que consiste en la eliminación de las flores que producen polen, panoja, en lo alto de las plantas de maíz y arrojarlas al suelo. Es una forma de control de polinización, [1] se emplea para hibridar o cruzar dos variedades de maíz. La hibridación del maíz está ampliamente difundida debido al fenómeno de Heterosis o vigor híbrido. Los lotes de maíz que van a ser despanojados se siembran con dos variedades de maíz, uno que cumple la función de macho y la otra variedad cumple la función de hembra, normalmente en surcos diferentes.
La extracción de la panoja de todas las plantas de la variedad hembra deja sus barbas inferiores para ser fecundadas por la panoja de la variedad macho de surcos adyacentes que no son despanojados. Los surcos con machos son eliminados después que estos terminaron de realizar la polinización. Los granos que crecen en los surcos hembras resultan en un híbrido o una cruza específica.
Las semillas de maíz híbrido así producido tendrán luego rendimientos mucho más altos y serán más uniformes que las semillas de maíz producidas mediante polinización abierta.
Para la producción de semillas en forma moderna las variedades a hibridar son cuidadosamente seleccionadas para que la semilla producida presente los rasgos específicos deseados. El proceso de despanojado generalmente implica el uso combinado de máquinas especializadas y mano de obra humana.

## Despanojado con máquinas
Casi todos los despanojados se realizan en dos etapas, primero el lote es despanojado a máquina y luego se repasa manualmente. A su vez el despanojado a máquina también tiene dos pasos, Inicialmente una máquina "cortadora" pasa a través de las hileras de maíz que se han de despanojar y corta la porción superior de la planta. Esto hace que el lote tenga una altura y estadio de desarrollo más uniforme, a los pocos días actúa una máquina "tiradora" que tira de la panoja de la planta mediante la captura entre dos ruedas o rodillos que se mueven a gran velocidad. Esto elimina la mayoría de las panojas.
Las Máquinas despanojadoras normalmente quitan entre el 60 y el 90 por ciento de las espigas de un campo de maíz para semilla. Este porcentaje es mucho menor que el 99,5 por ciento que tiene que ser eliminado para producir la uniformidad de semilla deseada por los agricultores. Los principales problemas para las máquinas son su incapacidad de adaptarse rápidamente a las diferencias de altura entre plantas y que además tiran las panojas por el aire por lo que pueden quedar atrapadas en las plantas de maíz y sin querer permitir la polinización. Es deseable que las panojas eliminadas terminen en el suelo para evitar este problema.

## Despanojado Manual
Es el procedimiento de arrancar manualmente la panoja de un tirón.
Se emplea tanto en lotes de maíz semilla donde previamente se ha despanojado a máquina, como en los que no.
En los lotes despanojados previamente a máquina se utiliza a modo de repaso para retirar las panojas que las máquinas no han retirado y para quitar las panojas arrancadas pero atrapadas entre las hojas de otras plantas de maíz. 
Se realiza caminando entre los surcos o con tractores con soportes porta hombres, esta última forma de recorrer el campo se emplea típicamente cuando las panojas están demasiado altas sobre el nivel del suelo para ser alcanzadas por las personas que realizan esta tarea. Los carros porta hombres soportan generalmente ocho a doce despanojadores.
El trabajo de despanojado es realizado generalmente por adolescentes en la zona maicera de los Estados Unidos. Para muchos adolescentes en estas áreas es su principal empleo. En las zonas desarrolladas de Sudamérica este trabajo es realizado por adultos trasladados específicamente desde provincias distantes para realizar las tareas. La fecha exacta de inicio de temporada de despanojado depende de la zona y las condiciones de crecimiento de un año en particular. La temporada de despanojado abarca por lo general de dos a cuatro semanas.
- Datos: Q5265592
- Multimedia: Detasseling / Q5265592